# CD 로그로녜스
CD 로그로녜스(CD Logroñés)는 스페인 라리오하 지방 로그로뇨를 연고지로 한 축구 클럽이었다. 재정난으로 2009년에 해체되었으며 이후에  UD 로그로녜스와 SD 로그로녜스로 대체되었다. 라리가에는 9시즌 참가했었다.

## 역대 감독
| 감독             | 임기 |
| ---------------- | ---- |
| 미겔 앙헬 로티나 | 1992 |
| 미겔 앙헬 로티나 | 1996 |